# Tom Phillis

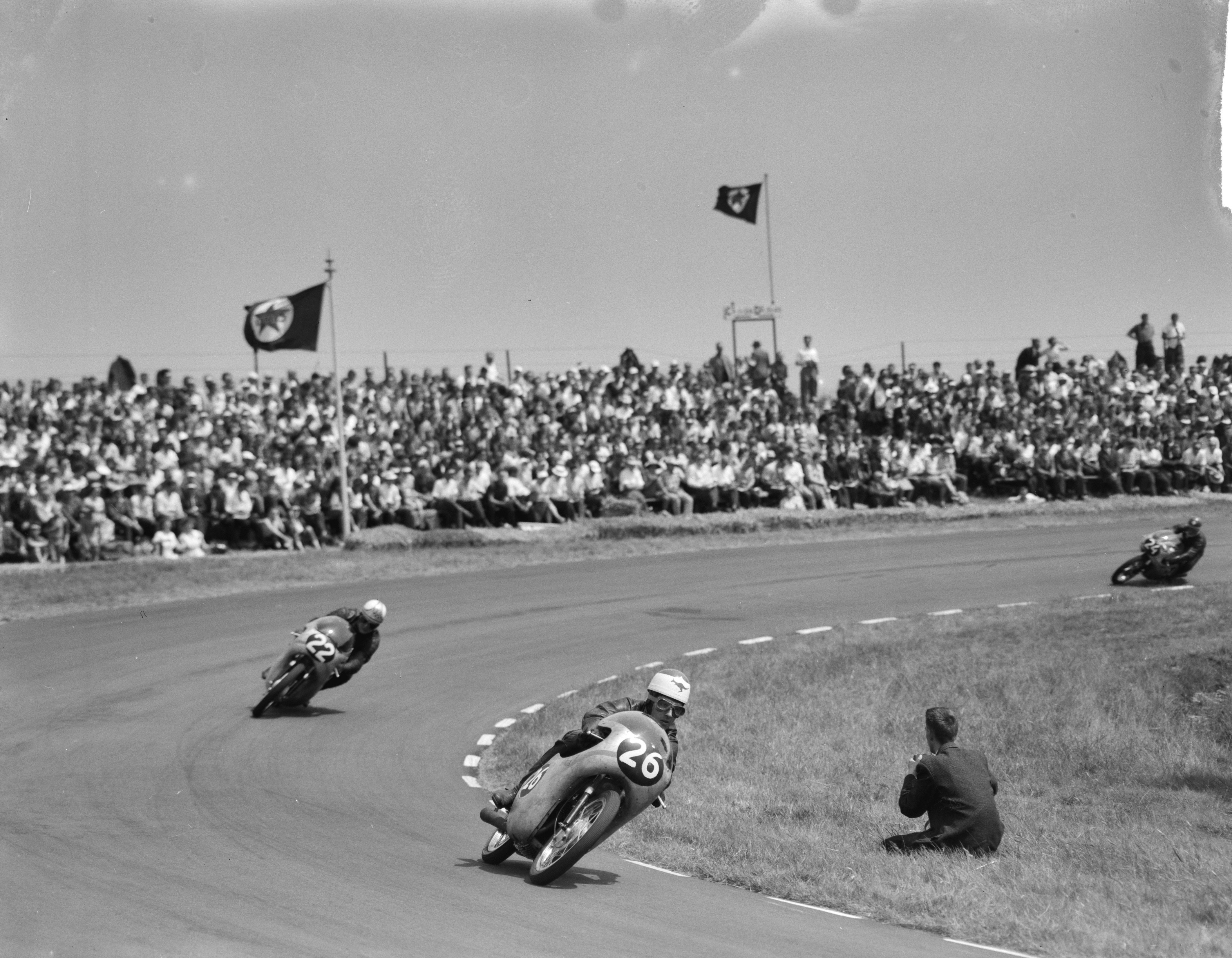
Dutch TT 1961: Phillis (Nr. 26) vor Mike Hailwood (Nr. 22)

Thomas Edward „Tom“ Phillis (* 9. April 1931 in Sydney; † 6. Juni 1962 in Peel, Isle of Man) war ein australischer Motorradrennfahrer.
Er gewann in der Saison 1961 in der 125-cm³-Klasse den ersten WM-Titel für Honda in der Geschichte der Motorrad-Weltmeisterschaft.

## Karriere
Tom Phillis debütierte 1959 beim Ulster Grand Prix in der 350-cm³-Klasse auf einer Norton in der Motorrad-Weltmeisterschaft. 1960 gelang ihm beim Ulster Grand Prix auf einer 250er Honda mit Rang zwei hinter Carlo Ubbiali (MV Agusta) sein erster Podestplatz.
In der Saison 1961 bestritt Tom Phillis für Honda alle 125er- und 250er-WM-Läufe und konnte beim Großen Preis von Spanien in der 125-cm³-Klasse den ersten Grand-Prix-Sieg in der Geschichte des japanischen Motorradherstellers feiern. Insgesamt gelangen Phillis in diesem Jahr sechs Siege, in der Achtelliterklasse gewann er knapp vor dem MZ-Piloten Ernst Degner aus der DDR den Titel, bei den 250ern musste er sich nur Mike Hailwood geschlagen geben und wurde Vizeweltmeister. Der 125er-Titelgewinn stellt ebenfalls den ersten WM-Titel für Honda in der Geschichte der Motorrad-WM dar.
Im folgenden Jahr verunglückte Tom Phillis bei der Tourist Trophy auf der Isle of Man tödlich. Er stürzte in der zweiten Runde der Junior TT, an dritter Stelle liegend, im Streckenabschnitt Laurel Bank schwer und erlag kurze Zeit später den Unfallfolgen. 
Tom Phillis wurde 31 Jahre alt. Er liegt auf dem Douglas Borough cemetery in Douglas, Isle of Man, fast direkt gegenüber der Haupttribüne des Snaefell Mountain Course begraben.
In seiner kurzen Karriere trat Phillis bei 35 Grand-Prix-Rennen an, startete bei 29 und konnte dabei sechs Siege und 20 Podiumsplatzierungen feiern. Der amtierende 500-cm³-Weltmeister Gary Hocking, ein guter Freund von Phillis, entschloss sich daraufhin, seine Motorradrennsport-Karriere sofort zu beenden.

## Statistik

### Erfolge
- 1961 – 125-cm³-Weltmeister auf Honda
- 6 Grand-Prix-Siege

### In der Motorrad-Weltmeisterschaft
| Saison | Klasse  | Ergebnis    | Maschine | Siege |
| ------ | ------- | ----------- | -------- | ----- |
| 1959   | 350 cm³ | 13.         | Norton   | 0     |
| 1960   | 125 cm³ | -           | Honda    | 0     |
| 1960   | 250 cm³ | 6.          | Honda    | 0     |
| 1960   | 500 cm³ | 11.         | Norton   | 0     |
| 1961   | 125 cm³ | Weltmeister | Honda    | 4     |
| 1961   | 250 cm³ | 2.          | Honda    | 2     |
| 1961   | 500 cm³ | 12.         | Norton   | 0     |
| 1962   | 50 cm³  | –           | Honda    | 0     |
| 1962   | 125 cm³ | 13.         | Honda    | 0     |
| 1962   | 250 cm³ | 4.          | Honda    | 0     |
| 1962   | 350 cm³ | –           | Honda    | 0     |